# ECET
Die ECET (End of civil evening twilight), das „Ende der bürgerlichen Abenddämmerung“, ist ein in der Luftfahrt gebräuchlicher Begriff, der den Zeitpunkt festlegt, zu dem der Mittelpunkt der Sonnenscheibe 6 Grad unter dem mittleren Horizont steht.
Die bürgerliche Abenddämmerung endet – abhängig von der Jahreszeit – in Mitteleuropa etwa 30 Minuten nach Sonnenuntergang. Ihre Dauer hängt von der Jahreszeit und der geographischen Breite ab. Die Lichtverhältnisse zur ECET erlauben, dass markante Geländepunkte aus der Luft noch erkennbar, gleichzeitig aber bereits helle Sterne am Himmel sichtbar sind.
In der Luftfahrt, besonders in den Ländern der EASA (z. B. Deutschland, Österreich, Schweiz), hat sie insofern Bedeutung, als ab dem Zeitpunkt der ECET ein Nachtflug vorliegt und die dafür gültigen Regelungen maßgeblich sind, insbesondere was die erforderliche Nachtflugqualifikation für Sichtflüge bei Nacht betrifft. In Österreich ist das Hobby Modellfliegen auf behördlich genehmigten Modellflugplätzen bis spätestens ECET erlaubt.
Beispiel Zürich:
- 15. Juni 2012: ECET 22:05 Uhr (Sommerzeit)
- 15. Dezember 2012: ECET 17:11 Uhr (Winterzeit)

Das Gegenteil der ECET ist die BCMT (Begin of civil morning twilight, „Beginn der bürgerlichen Morgendämmerung“). Sie findet entsprechend vor Sonnenaufgang statt.
Beispiel Zürich:
- 15. Juni 2012: BCMT 04:48 Uhr (Sommerzeit)
- 15. Dezember 2012: BCMT 07:31 Uhr (Winterzeit)